# اخترشناسی پدیده‌های گذرا
در اخترشناسی اخترشناسیِ پدیده‌های گذرا (انگلیسی: Time-domain astronomy) مطالعهٔ چگونگی تغییر اجرام آسمانی با زمان است. هرجند ممکن است گفته شود که این مطالعه با نامه‌های گالیله دربارهٔ لکه‌های خورشیدی آغاز شده، اما اکنون این اصطلاح به‌ویژه به اجرام متغیر فراتر از منظومه شمسی اشاره دارد. پدیده گذرا ممکن است به دلیل حرکت یا تغییر در خود جسم باشد. هدف‌های متداول این پدیده ابرنواخترها، ستارگان تپنده، نواها، ستاره‌های شعله‌ور، بلیزرها و هسته‌های فعال کهکشانی هستند. مطالعات حوزه زمان نور مرئی شامل: آزمایش عدسی نوری، «HAT-South»، پان-ستارز، اسکای مپر، سیستم جستجوی خودکار تمام آسمان، واسپ، «CRTS» و در آینده‌ای نزدیک «LSST» در رصدخانه ورا روبین است.
نجوم حوزهٔ زمان رویدادهای نجومی گذرا را مطالعه می‌کند که اغلب توسط اخترشناسان به گذرا و همچنین انواع مختلف ستارگان متغیر، از جمله دوره‌ای، شبه تناوبی، و تغییر رفتار یا نوع، خلاصه می‌شود. دیگر دلایل تغییر زمان سیارک‌ها، ستارگان با حرکت مناسب بالا، گذر سیاره‌ها و دنباله‌دارها هستند.
اخترشناسی پدیده‌های گذرا، اشیاء یا پدیده‌های نجومی را مشخص می‌کند که مدت زمان نمایش آنها ممکن است از چند میلی ثانیه تا روزها، هفته‌ها یا حتی چندین سال باشد. این در تضاد با مقیاس زمانی میلیون‌ها یا میلیاردها سالی است که کهکشان‌ها و ستارگان سازنده آنها در جهان ما تکامل یافته‌اند. به‌طور منحصر به فرد، این اصطلاح برای رویدادهای خشن در اعماق آسمان، مانند ابرنواخترها، نواخترها، طغیان نواهای کوتوله، انفجارهای پرتو گاما، و رویدادهای اختلال جزر و مد، و همچنین ریزهمگرایی‌های گرانشی استفاده می‌شود.